# Masdevallia bucculenta
Masdevallia bucculenta är en orkidéart som beskrevs av Carlyle August Luer. Masdevallia bucculenta ingår i släktet Masdevallia och familjen orkidéer. Inga underarter finns listade i Catalogue of Life.